# Canone della Bibbia

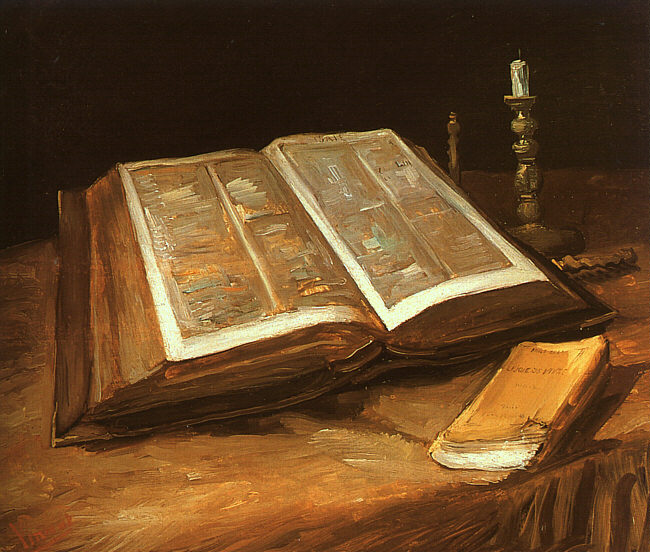
Vincent van Gogh,
Natura morta con Bibbia

Il canone biblico è, nell'ambito ebraico e cristiano, l'elenco dei testi contenuti nella Bibbia, riconosciuti come ispirati da Dio e dunque sacri, normativi per una determinata comunità di credenti in materia di fede e di morale. La parola canone è la traduzione del greco κανών (kanon, letteralmente 'canna', 'bastone diritto'). Il termine in origine indicava un regolo, ossia una canna per misurare le lunghezze; da qui, già in greco, il significato traslato di regola, prescrizione, catalogo ufficiale, modello.
Tra le differenti religioni e confessioni religiose si trovano notevoli diversità sia sul modo d'intendere l'ispirazione della Bibbia, sia sulle effettive liste dei libri considerati "canonici". Esistono pertanto diversi canoni:
- canone ebraico.
- canone samaritano.
- canone cristiano cattolico.
- canone cristiano ortodosso.
- canone cristiano protestante.
- canone cristiano copto.
- canone cristiano siriaco.
- canone cristiano armeno.

Non sono accolti nei canoni ebraico e samaritano i libri relativi a Gesù identificati dai cristiani di comune accordo come Nuovo Testamento. Le chiese cristiane accettano come parte di quello che chiamano l'Antico Testamento tutti i libri inclusi in quello che gli ebrei denominano con l'acronimo di  Tanakh ma hanno diverse vedute sulla qualifica di canonici da dare eventualmente a certi altri libri.
I testi esclusi da una chiesa ma accolti da altre sono da essa chiamati "apocrifi".

## Canone ebraico

### Formazione
Tanakh
I libri che compongono il Tanakh, la 'Bibbia ebraica', sono stati redatti nel periodo che va dal X secolo a.C. alla metà del II secolo a.C., in ebraico, la "lingua santa" (detta cioè Lashon haQodesh), e con alcune parti rese in aramaico, provenienti dalla tradizione orale sempre promulgata che ha preceduto la formalizzazione degli scritti.
Le modalità e le date di redazione dei testi biblici sono tuttora fonte di discussione fra gli studiosi, che hanno perlopiù ipotizzato che molti testi siano rimasti in forma orale per secoli e solo successivamente siano stati posti in forma scritta fondendo frammenti o documenti preesistenti (ipotesi documentaria) con le tradizioni orali. Solo in corrispondenza con il ritorno in Giudea dei deportati ebrei dall'esilio babilonese, si rivelò cruciale per il popolo d'Israele il passaggio dalla fase orale a quella scritta. Nel corso dei secoli i rabbini stabilirono il canone e il testo ufficiale dei libri che costituiscono oggi la Tanakh. Per impedire il diffondersi di varianti testuali, causate da errori scribali di copiatura o da piccole divergenze (ad esempio cronologiche), documentate per esempio nei Rotoli del Mar Morto e nelle traduzioni antiche, svilupparono regole ferree che garantiscono la corretta copiatura dei manoscritti della Torah e il continuo controllo su ogni singola lettera.
Apocrifi dell'Antico Testamento
In parallelo alla redazione degli ultimi libri della Torah e nei primi secoli dell'era cristiana (all'incirca III secolo a.C. - III secolo d.C.), quando la comunità religiosa ebraica era relativamente stabile attorno al tempio di Gerusalemme ma anche nella fiorente diaspora nei vicini paesi del medio oriente, vennero composti un elevato numero di scritti attualmente noti come apocrifi dell'Antico Testamento.
La lingua di tali testi era l'ebraico (in questo periodo era una lingua usata solo nel culto liturgico), l'aramaico (la lingua "ufficiale" diffusa in un po' tutto il vicino oriente) e il greco (che costituiva la lingua franca all'interno della sfera ellenista, parlata in particolare dalle comunità giudaiche nella diaspora in Egitto). Il contenuto e/o l'attribuzione pseudoepigrafa di questi apocrifi era legato ai testi della attuale Tanakh.
Septuaginta|Settanta
La comunità degli Ebrei presente nella città ellenista di Alessandria d'Egitto tradusse i testi biblici in greco, la loro lingua vernacolare, in un lasso di tempo che va dal III secolo a.C. (Torah) al I secolo a.C. (alcuni Scritti). Il nome col quale viene indicata la traduzione è Settanta, in riferimento al leggendario numero dei traduttori della Torah come descritto dalla Lettera di Aristea. La versione ebbe una notevole fortuna tra gli Ebrei di lingua greca presenti non solo in Egitto ma nell'intero medio oriente: per essi, al pari dei loro correligionari palestinesi, l'ebraico rappresentava ormai solo una lingua morta (analogamente gli Ebrei della Terra d'Israele di lingua aramaica avevano composto i targumim).
La Settanta includeva anche diversi libri che non erano usati né nel culto ufficiale del tempio di Gerusalemme né in quello della sinagoga della diaspora. Per sottolineare la discrepanza numerica tra i testi contenuti nella Tanakh e nella Settanta tra gli attuali studiosi si parla solitamente di:
- canone palestinese o canone breve, includente i libri ebraico-aramaici della attuale Tanakh;
- canone alessandrino o canone lungo, includente oltre ai libri presenti nel canone palestinese anche altri testi contenuti nella Settanta.

### Fissazione
Fino al I secolo d.C. il Sinedrio non avvertì particolare urgenza nel definire chiaramente un canone dei testi sacri poiché i testi maggiormente usati nella liturgia ufficiale erano i cinque testi della Torah e i Salmi. Per gli altri testi non erano necessarie particolari restrizioni o divieti ed il loro uso dipendeva dalla locale sinagoga. In molte sinagoghe della diaspora tuttavia la Settanta era parte integrante del culto, avendo affiancato ed a volte soppiantato la lettura dei testi in ebraico.
Tale nebulosa ma non problematica situazione mutò radicalmente in seguito al progressivo diffondersi del cristianesimo, nel corso del I secolo. La nuova religione, che nei primi tempi non era un'alternativa all'ebraismo ma ne sembrava una emanazione, adottava la traduzione della Settanta piuttosto che gli originali testi ebraici. La nascente Chiesa inoltre stava componendo e imponendo lentamente i Vangeli, nuovi testi affiancati nell'uso liturgico ai tradizionali libri di quello che cominciò a chiamare Antico Testamento, e le lettere di alcuni apostoli (soprattutto Paolo), anch'esse usate nella liturgia cristiana.
Queste novità spinsero il Sinedrio a fissare con chiarezza il canone biblico ebraico. In passato gli studiosi ritenevano che ciò fosse avvenuto verso la fine del I secolo d.C. Circa le circostanze di tale fissazione, molti studiosi contemporanei concordavano con lo storico giudeo-tedesco Heinrich Graetz, il quale nel 1871 ha ipotizzato che verso la fine del I secolo d.C. si sia svolto nella località palestinese di Jamnia (dicitura inglese; ebraico Yavneh o Yabneh; latino Iamnia) un vero e proprio concilio di rabbini farisei, con lo scopo di riorganizzare la comunità ebraica rimasta orfana del tempio di Gerusalemme, distrutto dai romani nel 70, e della guida della corrente religiosa antagonista dei sadducei, legati ad esso.
Contro la tesi di Graetz si sono espressi negli anni '60 gli studiosi Jack P. Lewis, Sidney Z. Leiman e molti altri, che hanno considerato quella del concilio come una mera ipotesi non documentabile con certezza dalle fonti. Secondo altri studiosi, infatti, "tutti gli indizi indicano che il canone ebraico era già chiuso al tempo di Gesù e dei suoi apostoli".
Giuseppe Flavio, circa 50 anni dopo la morte di Gesù e all'incirca al tempo del supposto concilio di Jamnia, scrive nel trattato Contra Apionem: "Presso di noi non si trovano miriadi di libri in contraddizione e in contrasto gli uni con gli altri ma solo 22 libri che descrivono tutto il corso del tempo; a buon diritto essi vengono considerati degni di fede. Ne fanno parte i cinque libri di Mosè [...] Dalla morte di Mosè ad Artaserse [...] i profeti post-mosaici hanno annotato gli eventi del loro tempo in 13 libri. Gli altri quattro libri contengono canti di lode a Dio [...] Anche per il tempo che va da Artaserse ad oggi ogni cosa è stata registrata, ma questa descrizione non gode della medesima credibilità di quello che precede, poiché è venuta meno la vera discendenza dei profeti." Giuseppe Flavio aggiunge che fino alla sua epoca i libri degli ebrei sono 22 e nessuno ha osato aggiungerne altri o toglierne alcuni (CtAp 1,8), ma non elenca i singoli libri, il cui elenco non è determinabile con sicurezza considerata anche la problematica dei libri doppi (tipi I e II Cronache).
Se le sue affermazioni sono vere si può affermare che al suo tempo il canone era già stato fissato e che comprendeva 22 libri (contro i 24 libri attualmente nella Bibbia ebraica). Interessante è il fatto che Giuseppe Flavio parla di un canone di tutti i giudei e non solo di una setta religiosa (per esempio i Farisei). I dati forniti da Giuseppe Flavio vengono confermati da 4 Esdra e dal filosofo giudeo Filone contemporaneo di Gesù (De vita contemplativa, 24).
Concludendo, le informazioni in nostro possesso indicano che il canone biblico ebraico potesse essere già definito intorno al I secolo a.C. nel quale sono definitivamente considerati testi sacri i testi della Tanakh, cioè Torah (leggi toràh, legge), Nevi'im (leggi nevi'ìm, profeti) e Ketuvim (leggi ketuvìm, scritti). Questo terzo gruppo di testi in particolare venne considerato ispirato con maggiore difficoltà, dato che vi furono pareri discordanti tra le varie scuole rabbiniche (soprattutto per Cantico dei Cantici, Qoelet e Libro di Ester). A prescindere dalle varie ipotesi teologico-letterarie che si possono fare, un criterio empirico per l'accettazione dei testi come canonici fu la considerazione della lingua di composizione, cioè l'ebraico. Questo criterio però non dovette essere assolutamente risolutivo: il Siracide, sebbene pervenutoci in greco, era scritto originariamente in ebraico, ma fu ugualmente considerato non canonico. Per questo testo evidentemente ha giocato un ruolo importante la paternità dell'autore, giudicato forse allora non sufficientemente autorevole.

### Elenchi nell'antichità
Il libro detto Siracide, composto tra il 180-175 a.C., offre la più antica elencazione dei testi biblici considerati allora canonici, seppure in maniera indiretta. Nella sezione detta "Elogio dei padri" (cc. 44-49) vengono esaltati personaggi della storia biblica di cui si narrano le gesta nei libri della Torah e dei Nevi'im. Nei passi Sir47,8-9;44,5;47,17;44,4;49,12 gli studiosi contemporanei vedono riferimenti rispettivamente a Salmi, Proverbi, Cantico dei cantici, Giobbe, Esdra-Neemia. Siracide cita in definitiva tutti i testi attualmente considerati canonici eccetto Rut, Ester, Daniele, e Qoelet.
Nel prologo dell'opera, aggiunto dal nipote dell'autore che ha tradotto il Siracide dall'ebraico al greco verso il 132 a.C. vengono menzionate esplicitamente per la prima volta le tre sezioni diventate poi tradizionali: "nella legge, nei profeti e negli altri scritti successivi" (linea 1); "la legge, i profeti e il resto dei libri" (linee 24-25). Si nota come la terza sezione non è definita con chiarezza, probabilmente per incertezze che già c'erano sull'accettazione della canonicità di alcuni di questi testi.
Il Secondo libro dei Maccabei (fine II secolo a.C.) in 2Mac2,13 accenna a una raccolta di libri che avrebbe fatto Neemia nel V secolo a.C., comprendente "i libri dei re (probabilmente Libri dei Re), dei profeti (attuali Nevi'im) e di Davide (probabilmente attuale Libro dei Salmi) e le lettere dei re intorno ai doni (alcune delle quali confluite in Esd4)". Non viene fatto cenno ai testi della Torah, che nel V secolo dovevano già essere redatti in forma definitiva. In 2Mac15,9 viene citata la legge e i profeti.
Quanto ai testi del Nuovo Testamento, scritti all'interno del I secolo, sono presenti riferimenti impliciti o espliciti a tutti i libri attualmente nel canone ebraico eccetto Cantico dei cantici, Qoelet, Libro di Ester, Esdra-Neemia. Non sono presenti inoltre riferimenti ai testi presenti nella Settanta ma non nella Tanakh (detti deuterocanonici nella tradizione cattolica).
In Lc24,44 si accenna a "legge, profeti e salmi", mentre in Mt5,17;Lc16,16;At24,14 vengono nominate solo legge e profeti. Traspare in definitiva l'incertezza relativa alla canonicità di alcuni degli Scritti e a tutti i deuterocanonici.
Nel I secolo d.C. Filone d'Alessandria, nell'opera Vita contemplativa (v. 25) testimonia la considerazione dei testi sacri senza però accennare a una tripartizione, parlando di "leggi e oracoli sacri di Dio enunciati dai santi profeti, e inni, e salmi e le altre cose". Nel suo voluminoso corpus non sono curiosamente citati i libri deuterocanici che pure godevano di notevole stima presso i Giudei della diaspora di Alessandria.
Sempre nel I secolo Giuseppe Flavio in Contro Apione (1,8) parla di 22 libri: 5 libri della Torah, 13 libri dei Nevi'im, 4 libri di inni e sapienza. Non citando i titoli dei libri non è possibile sapere con certezza quali dei libri considerasse canonici o meno e con quale criterio venissero contati. Secondo molti studiosi , tuttavia, i libri di Giuseppe Flavio coinciderebbero con quelli attualmente considerati canonici dagli ebrei. I 13 libri profetici, infatti, sarebbero: Giosuè, Giudici e Rut, Libri di Samuele, Libri dei Re, Isaia, Geremia e Lamentazioni, Ezechiele, Giobbe, Libro dei dodici profeti minori, Daniele, Cronache, Esdra-Neemia, Ester; mentre gli altri 4 libri sarebbero Salmi, Proverbi, Qoelet e Cantico dei Cantici.
Nell'apocrifo Apocalisse di Esdra (2 Esdra nella tradizione protestante, 4 Esdra in quella cattolica), databile circa alla metà del II secolo d.C., sono contati 24 libri (v. 14,45). Il motivo della discrepanza con Giuseppe Flavio può essere dovuto al fatto che alcune coppie di libri erano contate da quest'ultimo come uno (Rut con Giudici; Lamentazioni con Geremia).
Nella tradizione midrashica successiva comunque prevale fino ai giorni nostri il totale di 24 libri (v. Talmud babilonese, Baba Bathra 14b; Midrash Rabbah di Numeri 14,4;15,22), anche se alcuni loci risalenti al II secolo (Mishna, Yadaim, 3,5; Talmud babilonese, Megilla, fol. 7) testimoniano ancora incertezze circa Ester, Qoelet e Cantico dei Cantici.

## Elenco ebraico definitivo della Torah scritta: il Tanakh
Il canone dei libri sacri per gli ebrei è composto da 24 libri, numero che diventa 39 se si contano separatamente i dodici profeti minori, i due Libri di Samuele, i due Libri dei Re, Esdra e Neemia, e i due Libri delle Cronache.
- תורה Torah, Legge, insegnamento, guida (cfr Parashah ed Haftarah):

1. בראשית (Bereshìt, in principio) - Genesi
2. שמות (Shemòt, nomi) - Esodo
3. ויקרא (Wayqrà, e chiamò) - Levitico
4. במדבר (Bemidbàr, nel deserto) - Numeri
5. דברים (Devarìm, parole) - Deuteronomio
- נביאים Nevi'im (Profeti ebrei: Profeta (ebraismo)):
  - נביאים ראשונים (Neviìm rishonim, profeti anteriori) o Libri storici

6. יהושע (Yehoshùa) - Giosuè
7. שופטים (Shofetìm) - Giudici
8. שמואל (Shmuèl) - Primo e Secondo libro di Samuele
9. ספר מלכים (séfer melachìm - Libro dei re) - Primo e Secondo libro dei Re
- נביאים אחרונים (Neviìm aharonim, profeti posteriori)

10.ישעיהו (Yesha'ihàu) - Isaia
11. ירמיהו (Yermihàu) - Geremia
12. יחזקאל (Yehezqè'l) - Ezechiele
13. תרי עשר (Terè 'asàr, dodici in aramaico), comprendente i libri che sono detti dodici profeti minori (o 'dodici' o 'profeti minori'):
- הושע (Hoshè'a) - Osea
- יואל (Yoèl) - Gioele
- עמוס (Amòs) - Amos
- עובדיה (Ovadiàh) - Abdia
- יונה (Yonàh) - Giona
- מיכה (Mikhà) - Michea
- נחום (Nahùm) - Naum
- חבקוק (Havaqqùq) - Abacuc
- צפניה (Zefanyàh) - Sofonia
- חגי (Haggài) - Aggeo
- זכריה (Zekharyàh) - Zaccaria
- מלאכי (Mal'akhì) - Malachia

- כתובים Ketuvim (Scritti):

14. תהילים (Tehillìm) - Salmi
15. משלי (Mishlè) - Proverbi
16. איוב (Iòv) - Giobbe
- חמש המגילות (Hamesh meghillot, cinque rotoli) comprendente

17. שיר השירים (Shìr hashirìm) - Cantico dei cantici
18. רות (Rut) - Rut
19. איכה (Ekhàh, ahimè) - Lamentazioni
20. קהלת (Qohèlet, radunante) - Qoelet detto anche Ecclesiaste
21. אסתר (Estèr) - Ester
22. דניאל (Dani'èl) - Daniele
23. עזרא (Ezrà) - Esdra comprendente
נחמיה (Nehemyàh) - Neemia
24. דברי הימים (Divré ha-yamìm - Cose dei giorni) - Primo e Secondo libro delle Cronache
Secondo la tradizione giudaica i libri sono raggruppati fino a formare appunto un totale di 24. Il numero corrisponde alle 22 lettere dell'alfabeto ebraico, a ognuna delle quali corrisponde un libro (א Genesi, ב Esodo...). La yod י, iniziale del nome di Dio, è associata a 3 libri: vi sono differenti interpretazioni in merito a questo argomento (cfr Tetragramma biblico).

## Canone samaritano
La piccola comunità samaritana accoglie come testi sacri solamente i cinque libri della Torah più il Libro di Giosuè. Si parla talvolta di Esateuco (gr. "sei astucci", in assonanza a Pentateuco) samaritano o di Pentateuco samaritano che al di là del numero dei libri comporta circa 2000 differenze testuali, anche se perlopiù molto piccole; alcuni rotoli dei Manoscritti del Mar Morto possono essere prototipi del canone scritto in alfabeto samaritano. Spesso laddove sono state riscontrate differenze tra il testo conservato dal Testo masoretico e quello samaritano, la traduzione greca detta Septuaginta si è basata su una antica versione ebraica ("Vorlage"), oggi perduta, ma simile al secondo.
L'interesse verso il canone samaritano iniziò nel 1616, quando Pietro Della Valle riportò da un viaggio a Damasco una copia del testo; la discussione è continuata fino alla seconda metà del XX secolo, quando la scoperta dei rotoli del Mar Morto ha mostrato la coincidenza tra i testi ed alcuni studiosi, soprattutto in ambito protestante, hanno voluto spostare l'asse dell'autenticità sul canone samaritano piuttosto che su quello tradizionale ebraico.

## Canone cristiano

### Formazione
I gruppi di scritti prodotti o usati nell'antico ambiente cristiano che entrano in gioco nella questione del canone cristiano sono cinque.

#### Septuaginta
Le prime comunità cristiane hanno usato, nel culto liturgico e come riferimento per la compilazione dei testi del Nuovo Testamento, la traduzione greca dell'Antico Testamento (termine coniato dalla tradizione cristiana) iniziata ad Alessandria d'Egitto nel III secolo a.C. e terminata nel I secolo a.C. Delle circa 350 citazioni dell'AT presenti nel NT circa 300 seguono seppure con una certa libertà redazionale la Settanta greca invece che il testo ebraico (detto poi testo masoretico).
La Settanta comprende anche altri otto testi prodotti nella diaspora alessandrina complessivamente tra il IV-I secolo a.C. (più aggiunte a Daniele, Baruc ed Ester). Questi sono chiamati deuterocanonici (nella tradizione cattolica) o apocrifi (in quella protestante):
- Giuditta
- Tobia
- Primo libro dei Maccabei
- Secondo libro dei Maccabei
- Sapienza (Ultimo libro dell'Antico Testamento)
- Siracide
- Baruc
- Lettera di Geremia (aggiunto a Baruc)
- Storia di Susanna e Bel e il Drago (aggiunti a Daniele)
- Aggiunte a Ester.

#### Nuovo Testamento
I 27 testi che compongono l'attuale Nuovo Testamento sono stati composti in lingua greca in un periodo relativamente limitato che va circa dal 51 (Prima lettera ai Tessalonicesi) al 95 (Apocalisse di Giovanni). Tra i biblisti è ampiamente diffusa, seppure non unanime, l'ipotesi che la redazione dei Vangeli si sia basata su una precedente raccolta proto-evangelica, la cosiddetta fonte Q, risalente a un periodo indefinibile tra il 40-60. Questo testo però, se esistito, è confluito nelle narrazioni dei Vangeli ed è stato dunque in seguito abbandonato e perduto. Gli autori del Nuovo Testamento si presentano, o sono indicati dalla tradizione cristiana immediatamente successiva, come apostoli. Sebbene Saulo di Tarso, detto Paolo, l'autore di 13 lettere, non facesse parte del primordiale nucleo dei 12 apostoli (scelti da Cristo), si considerò tale (dei gentili) in quanto a suo dire chiamato e inviato direttamente dal Cristo sulla celeberrima via di Damasco ('apostolo'=inviato in greco).

#### Letteratura subapostolica
Con la dicitura "letteratura subapostolica" si intendono alcuni testi cristiani risalenti alla cosiddetta epoca subapostolica (circa II secolo), cioè immediatamente seguente a quella apostolica (I secolo d.C.). Nei primi secoli cristiani, alcuni di questi testi venivano trattati quasi come canonici, per esempio la Prima lettera di Clemente, il Pastore di Erma e la Lettera di Barnaba, al punto che alcuni di essi sono contenuti anche in antichi manoscritti della Bibbia (per esempio nel Codex Sinaiticus e nel Codex Vaticanus). Nessuno di essi è annoverato fra i 27 libri del Nuovo Testamento.

#### Apocrifi dell'Antico Testamento
I testi che sono attualmente indicati come apocrifi dell'Antico Testamento sono stati esclusi dal canone ebraico in epoca di poco successiva alla formazione della maggior parte del Nuovo Testamento cristiano. Su di essi dunque anche la comunità cristiana, al pari della comunità giudaica, non aveva ancora espresso un categorico rifiuto. Pertanto, sebbene nessuno degli apocrifi veterotestamentari venisse usato dalla Chiesa per funzioni liturgiche, in alcuni loci delle opere neotestamentarie alcune espressioni ne tradiscono una dipendenza da parte degli autori cristiani (Gd14-15 cita esplicitamente l'apocrifo Libro di Enoch, Gd9 cita implicitamente l'apocrifo Assunzione di Mosè).

#### Apocrifi del Nuovo Testamento
A partire dalla metà del II secolo d.C. furono composti, soprattutto in ambiente eretico (in particolare gnostico) ma non solo, numerosi testi attualmente indicati come apocrifi del Nuovo Testamento. Solitamente gli autori si presentavano pseudoepigraficamente come personaggi del Nuovo Testamento, soprattutto apostoli, tradendo la consapevolezza dalla originalità (e dunque falsità storica) dei contenuti narrati. Nessuno di questi testi venne usato dalla Chiesa per funzioni liturgiche. La loro consultazione fu lasciata allo studio e meditazione dei singoli credenti, e per i testi di origine o contenuto eretico la Chiesa ne vietò la lettura. Non si arrivò tuttavia, come attualmente è diffusa convinzione, a veri e propri roghi di testi con punizione dei possessori.

### Antico Testamento
Quanto ai testi dell'Antico Testamento, tendenzialmente gli autori cristiani dei primi secoli non ebbero dubbi nell'accettare come ispirati da Dio e normativi per la Chiesa i testi considerati canonici dalla tradizione ebraica, cioè i 39 (24 nel computo ebraico) libri della Tanakh. Qualche dubbio iniziale poi superato vi fu per Ester, similmente a quanto accadeva nella tradizione ebraica.
Secondo una dicitura successiva usata nella tradizione cattolica questi testi sono indicati come 'protocanonici' (cioè facenti parte del 'primo canone'), e per questa lista si usa la dicitura 'canone breve' o 'canone palestinese'.
Le moderne confessioni cristiane tendono ancora oggi ad accettare come ispirati questi 39 libri.
I dubbi della tradizione cristiana, che hanno portato a definire canoni dell'AT diversificati a seconda delle varie confessioni contemporanee, riguardano altri libri non presenti nella Tanakh ebraica ma contenuti in altre Bibbie cristiane. In particolare si notano dubbi tra gli autori cristiani circa alcuni libri detti nella tradizione cattolica 'deuterocanonici', contenuti nella Bibbia greca detta Settanta, e per questa lista si usa la dicitura 'canone lungo' o 'canone alessandrino' (la Settanta è stata realizzata ed era in uso nella città di Alessandria d'Egitto).
Tra i deuterocanonici è difficile dare una valutazione su come fossero considerati il libro di Baruc e la Lettera di Geremia, che talvolta erano accorpati col libro di Geremia.
Inoltre alcuni testi sono propri della Bibbia siriaca detta Peshitta e della Bibbia etiope, accolti rispettivamente nei canoni siriaco e copto ma considerati apocrifi dalle altre confessioni.
| Canonicità e uso dei testi dell'Antico Testamento                            | Canonicità e uso dei testi dell'Antico Testamento | Canonicità e uso dei testi dell'Antico Testamento    | Canonicità e uso dei testi dell'Antico Testamento |
| Autore                                                                       | Tanakh                                            | Deuterocanonici                                      | Altri testi                                       |
| ---------------------------------------------------------------------------- | ------------------------------------------------- | ---------------------------------------------------- | ------------------------------------------------- |
| Letteratura sub-apostolica fine I - inizio II secolo                         | sì                                                | no Bar, 1Mac                                         | -                                                 |
| Marcione (eretico) circa 110-160                                             | no                                                | no                                                   | no                                                |
| Giustino circa 100-168                                                       | sì                                                | sì? (canone della Chiesa diverso da quello ebraico)  | Enoch                                             |
| Melitone di Sardi m. 180                                                     | sì; no Ester                                      | solo Sap                                             | -                                                 |
| Atenagora di Atene circa 133-190                                             | sì                                                | sì                                                   | Enoch                                             |
| Ireneo di Lione circa 130-202                                                | sì                                                | sì                                                   | Enoch                                             |
| Tertulliano circa 150-220                                                    | sì                                                | no Tb, Gd, aggiunte Ester                            | Enoch                                             |
| Ippolito 170 circa - 235                                                     | sì                                                | Sap, Bar, 1-2Mac, Susanna                            | Enoch                                             |
| Origene 185-254                                                              | sì                                                | no; solo Tb, Gdt, Dan; sì                            | Enoch                                             |
| Cipriano 199-258                                                             | sì                                                | no Tb, Gd, aggiunte Ester                            | -                                                 |
| Codex Vaticanus IV secolo                                                    | sì                                                | no 1Mac; 2Mac                                        | -                                                 |
| Codex Sinaiticus IV secolo                                                   | sì                                                | Tb, Gdt, 1Mac                                        | 4 Maccabei                                        |
| Eusebio di Cesarea 275 circa - 339                                           | sì                                                | antilegomena (disputati) ma autorevoli               | -                                                 |
| Concilio provinciale di Laodicea (canone 60) 363-364                         | sì                                                | Bar, Lettera di Geremia                              | -                                                 |
| Ilario di Poitiers 315 circa - 367                                           | sì                                                | autorevoli                                           | -                                                 |
| Atanasio 295 circa - 373                                                     | autorevole Est; Bar e Let Ger inclusi in Ger      | autorevoli Sap, Sir, Gdt, Tb                         | -                                                 |
| Decreto di Damaso, papa o De explanatione fidei 382                          | sì                                                | sì                                                   | -                                                 |
| Priscilliano, eretico m. 385                                                 | sì                                                | sì                                                   | -                                                 |
| Cirillo di Gerusalemme 315 circa - 386                                       | sì                                                | no vietata anche lettura privata                     | -                                                 |
| Sinodo di Ippona (canone 38) 8 ottobre 393                                   | sì                                                | sì                                                   | -                                                 |
| 3º sinodo di Cartagine (canone 47) 28 agosto 397                             | sì                                                | sì                                                   | -                                                 |
| Codex Alexandrinus V secolo                                                  | sì                                                | sì                                                   | 3 Maccabei; 4 Maccabei; Odi                       |
| Peshitta V secolo                                                            | sì                                                | no Tb                                                | Apocalisse di Baruc, Salmo 151, Salmi 152-155     |
| Epifanio di Salamina 315 circa - 403                                         | sì                                                | autorevoli                                           | -                                                 |
| Innocenzo I, papa 20 febbraio 405                                            | sì                                                | sì                                                   | -                                                 |
| Rufino 345-411                                                               | sì                                                | autorevoli                                           | -                                                 |
| Girolamo 347-420                                                             | sì                                                | apocrifi; autorevoli                                 | -                                                 |
| Agostino 354-430                                                             | sì                                                | sì                                                   | -                                                 |
| Decreto di Gelasio, papa o De libris recipiendis et non recipiendis ?492-496 | sì                                                | sì                                                   | -                                                 |
| Codex Claromontanus List of Books in Codex Claromontanus VI secolo           | sì                                                | no Bar (forse accorpato con Ger)                     | 4 Maccabei                                        |
| Lista dei sessanta libri VII secolo                                          | no Ester                                          | no (non cita Bar e Let Ger, forse accorpati con Ger) | elenca 25 apocrifi (27 con 3-4 Mac)               |
| Niceforo 758 circa - 828                                                     | sì                                                | no                                                   | no 12 apocrifi                                    |
| Fozio di Costantinopoli 820 circa - 898                                      | sì                                                | sì                                                   | -                                                 |
| Concilio di Firenze 4 febbraio 1442                                          | sì                                                | sì                                                   | -                                                 |
| Concilio di Trento 8 aprile 1546                                             | sì                                                | sì                                                   | -                                                 |

Complessivamente, fino al concilio di Trento nel XVI secolo all'interno della chiesa latina prevalse direttamente o indirettamente la posizione dell'autorevolissimo Girolamo: i deuterocanonici erano usati e citati anche se non erano considerati propriamente alla stregua dei protocanonici (cioè i testi contenuti nella Tanakh), nonostante alcune esplicite direttive pontificie equiparassero protocanonici e deuterocanoni (Decreto di Damaso, Decreto di Gelasio).
Similmente anche le chiese orientali di cultura greca accoglievano i deuterocanonici, in particolare sulla scia della decisione del Sinodo di Cartagine del 397.

### Nuovo Testamento
Come in Ireneo, il termine κανών e il suo equivalente latino regula non si riferiscono per tutto il III secolo (Tertulliano, Clemente di Alessandria, Origene) a una lista di libri canonici, bensì alla regola di fede, norma assoluta e chiave dell'interpretazione delle Scritture. Per quel che riguarda queste, i tre autori summenzionati attestano che nella Grande Chiesa si è stabilita la collezione canonica dei quattro vangeli (h.e. 6,14,5-7 per Clemente; Tertulliano, adv. Marc. 4,2; Origene, Comm. Mt. 1; Hom. Lc. 1,3-6). Comunque, è significativo, in relazione alla trasmissione della memoria evangelica, il valore che Clemente attribuisce alle tradizioni orali (Strom. 1,11,3; 1,13,1-4), le quali veicolano misteri rivelati dal Signore solo ad alcuni e agiscono come chiave per accogliere le Scritture. È pure generalizzata la ricezione di Atti, Apocalisse e lettere paoline, anche se si percepiscono alcuni dubbi in relazione a Ebrei nel Nordafrica: Tertulliano non la considera di Paolo però sembra accoglierla; Cipriano non pare accoglierla. Va notato anche che, soprattutto ad Alessandria, sono stati considerati pertinenti alla Scrittura alcuni scritti del cristianesimo primitivo come Barnaba, la Prima lettera di Clemente, il Pastore, Didaché, il che non succedeva nel caso di Ireneo e neppure nel Frammento Muratoriano.
Senza alcun dubbio la raccolta più fluttuante era nel III secolo quella delle lettere cattoliche. Di fatto, come collezione dovette nascere solo alla fine di questo secolo. La Prima lettera di Giovanni e la Prima di Pietro sembrano essere state ampiamente accolte da Ireneo e chiamate cattoliche. Il termine fu esteso alla collezione, quando essa si costituì, riunendo due gruppi originariamente indipendenti, cioè le lettere di Giovanni e altre quattro (1, 2 Pt, Giacomo, Giuda) e fu posta in stretta connessione con Atti, il libro che collegava Paolo ai restanti apostoli. La circolazione dei manoscritti che contenevano questo corpus di lettere dovette risultare decisiva per la sua rapida diffusione. Eusebio conosce il corpus, anche se l'accettazione di alcune lettere continuerà a essere problematica.
Non pare che nel corso del III secolo si sia preteso di arrivare a una delimitazione definitiva del Nuovo Testamento. Eusebio (h.e. 6,25;3-14) riporta una quantità di passi origeniani tale da creare la falsa impressione che Origene abbia confezionato una lista canonica. Alla luce dei dati presentati, nemmeno sembra prudente dar credito a un passo delle omelie di Origene su Giosuè (7,1). conservato nella traduzione latina di Rufino, nel quale troviamo una enumerazione di autori e di scritti che coincide con l'attuale canone.

### La delimitazione del canone nel IV secolo
Nel IV secolo troviamo le prime liste complete dei libri del Nuovo Testamento. Quella di Eusebio (h.e. 3,25,1-7) pare una creazione originale a partire dalla sua ricerca negli scrittori ecclesiastici. Contiene i quattro vangeli, Atti, le lettere di Paolo, probabilmente insieme con Ebrei in forza della sua unanime ricezione, una lettera di Giovanni e una di Pietro. Per finire presenta l'Apocalisse come incerta. Tali libri sono da lui considerati homologoumenoi (ὁμολογούμενοι), cioè accolti. Da questi si distinguono, a seconda della maggiore o minore ricezione ecclesiale, libri discussi, detti antilegomenoi (ἀντιλεγόμενοι), i quali a loro volta sembrano suddividersi in antilegomenoi (Giacomo, Giuda, 2 Pt 2-3 Gv: la terminologia è fluttuante) e nothoi (νόθοι), cioè spuri (Atti di Paolo, il Pastore, Apocalisse di Pietro, Lettera di Barnaba, Didaché, Apocalisse, per quest'ultima Eusebio ammettendo che possa anche non essere accolta). Da ultimo, Eusebio allude ai libri eretici (νόθοι παντελῶς: h.e. 3,31). Così le frontiere del canone non sono del tutto definite, anche se l'esplicitazione del tema è sufficientemente avanzata da essere vicina alla canonizzazione. Alcuni decenni più tardi, Cirillo di Gerusalemme enumera anch'egli i libri del Nuovo Testamento (rispetto all'attuale canone manca l'Apocalisse) nelle Catechesi battesimali (4,33-36). Questi (in generale ὁμολογούμενα) sono distinti dagli apocrifi (ἀπόκρυφα) o controversi (ἀμφιβαλλόμενα). La menzione di altri vangeli nocivi fa pensare che in Palestina a metà del IV secolo circolavano non soltanto i quattro vangeli accolti da Cirillo.
Dal canto suo, Atanasio nella Lettera Festale 39, include un insegnamento sulla Scrittura e gli scritti apocrifi (ἀπόκρυφα) nel quale figura una lista di libri canonizzati (κανονιζόμενα: per la prima volta il termine appare in questo contesto; anni prima lo stesso Atanasio aveva impiegato κανών in questo senso: cfr. ep. decr. syn. Nic. 18), la prima con gli attuali ventisette libri, seguita da una lista di libri "letti" (ἀναγινωσκόμενα), il cui impiego era destinato ai catecumeni, Atanasio afferma che non fa altro che ricordare ai destinatari quello che già sanno, il che induce a pensare che una tale collezione fosse già diffusa in Egitto dai tempi del predecessore Alessandro. Questa lista di ventisette libri non dovrebbe far dimenticare che autori come Gregorio Nazianzeno, Anfilochio, Didimo, Giovanni Crisostomo, Teodoro e Teodoreto (secoli IV-V) attestano altre liste, che si differenziano in generale l'una dall'altra per la ricezione o meno di alcune delle lettere cattoliche e soprattutto dell'Apocalisse. Dal canto suo, Agostino è testimone di un canone di ventisette libri (doctr. chr. 2,13), il quale fu sanzionato da tre sinodi nordafricani fra i secoli IV e V. I numerosi manoscritti biblici delle lettere di Paolo senza Ebrei mostrano i dubbi che questo libro suscitò nella Chiesa latina a partire dal III secolo.
La presente tabella riassume schematicamente in maniera semplificata la considerazione dei vari testi neotestamentari all'interno di vari testimoni: principali autori cristiani, manoscritti biblici, direttive ecclesiastiche ufficiali (sinodi, concili e papi). I casi possono essere:
- sì: lo scritto è citato in maniera implicita o esplicita o dichiarato esplicitamente ispirato o canonico;
- no: lo scritto è dichiarato ufficialmente come da rigettare o non canonico o apocrifo;
- dubbi e antilegomena (lett. contraddetto): lo scritto è dichiarato esplicitamente come di dubbia canonicità; in alcuni casi lo scritto è rigettato dall'autore in un'opera ma anche citato autorevolmente in un'altra;
- -: il testimone non cita lo scritto.

| Canonicità e uso dei testi del Nuovo Testamento                              | Canonicità e uso dei testi del Nuovo Testamento                                        | Canonicità e uso dei testi del Nuovo Testamento                                        | Canonicità e uso dei testi del Nuovo Testamento                                        | Canonicità e uso dei testi del Nuovo Testamento                                        | Canonicità e uso dei testi del Nuovo Testamento |
| Autore                                                                       | Vangeli e Atti                                                                         | Lettere paoline                                                                        | Altre lettere                                                                          | Apocalisse                                                                             | Letteratura sub-apostolica e altri |
| ---------------------------------------------------------------------------- | -------------------------------------------------------------------------------------- | -------------------------------------------------------------------------------------- | -------------------------------------------------------------------------------------- | -------------------------------------------------------------------------------------- | --- |
| Ignazio di Antiochia m. circa 110                                            | sì Mt, Lc, At                                                                          | sì 1Cor, Ef, Col, 1Ts                                                                  | -                                                                                      | -                                                                                      | - |
| Policarpo di Smirne circa 70-155                                             | sì; tace Gv                                                                            | sì; tace Col, Tt, Fil                                                                  | sì Eb, 1Pt, 1Gv, 3Gv; tace 2Pt, 2Gv, Gd                                                | -                                                                                      | - |
| Nazarei circa II-III secolo                                                  | -                                                                                      | no                                                                                     | -                                                                                      | -                                                                                      | Vangelo dei Nazarei |
| Ebioniti circa II-III secolo                                                 | -                                                                                      | no                                                                                     | -                                                                                      | -                                                                                      | Vangelo degli Ebioniti |
| Alogi circa II-III secolo                                                    | no Gv                                                                                  | -                                                                                      | -                                                                                      | -                                                                                      | - |
| Gnostici circa II-IV secolo                                                  | Accolti, rigettati, rielaborati variamente a seconda dei vari autori o gruppi gnostici | Accolti, rigettati, rielaborati variamente a seconda dei vari autori o gruppi gnostici | Accolti, rigettati, rielaborati variamente a seconda dei vari autori o gruppi gnostici | Accolti, rigettati, rielaborati variamente a seconda dei vari autori o gruppi gnostici | molti vangeli e altri scritti apocrifi |
| Marcione circa 110-160                                                       | solo Lc (rielaborato)                                                                  | no 1-2 Tm, Tt; rielabora le altre 10                                                   | no                                                                                     | no                                                                                     | Lettera ai Laodicesi (perduta o da identificarsi con Ef) |
| Giustino circa 100-168                                                       | sì                                                                                     | -                                                                                      | -                                                                                      | sì                                                                                     | - |
| Canone muratoriano circa 170                                                 | sì                                                                                     | sì                                                                                     | tace Eb, 1-2 Pt, Gc, 3Gv                                                               | sì                                                                                     | autorevoli: Pastore di Erma, Apocalisse di Pietro; no: Lettera ai Laodicesi, Lettera agli Alessandrini, Vangelo di Basilide |
| Taziano m. circa 185                                                         | Vangeli rielaborati nel Diatesseron; no Atti                                           | no                                                                                     | -                                                                                      | -                                                                                      | - |
| Ireneo di Lione circa 130-202                                                | sì                                                                                     | sì; tace Fil                                                                           | sì; tace 2Pt, 3Gv, Gd                                                                  | sì                                                                                     | 1 Clemente, Pastore di Erma no Vangelo della Verità |
| Clemente di Alessandria circa 150-215                                        | sì                                                                                     | sì; tace Fil                                                                           | sì; tace Gc, 2Pt, 2-3Gv                                                                | sì                                                                                     | Vangelo degli Egiziani, Vangelo degli Ebrei, Tradizioni di Mattia, Predicazione di Pietro, 1 Clemente, Didaché, Lettera di Barnaba, Pastore di Erma, Apocalisse di Pietro                                                                             |
| Tertulliano circa 150-220                                                    | sì                                                                                     | sì                                                                                     | sì; tace Gc, 2Pt, 2-3 Gv                                                               | sì                                                                                     | no Atti di Paolo; dubbi Pastore di Erma |
| Origene 185-254                                                              | sì                                                                                     | sì                                                                                     | sì; dubbi 2Pt, 2-3 Gv                                                                  | sì                                                                                     | sì Vangelo di Pietro, Vangelo degli Ebrei, Atti di Paolo, 1 Clemente, Lettera di Barnaba, Didaché, Pastore di Erma; no Vangelo di Tommaso, Vangelo dei Dodici, Vangelo di Basilide, Vangelo degli Egiziani, Vangelo di Mattia, Predicazione di Pietro |
| Codex Sinaiticus IV secolo                                                   | sì                                                                                     | sì                                                                                     | sì                                                                                     | sì                                                                                     | Lettera di Barnaba; Pastore di Erma |
| Codex Vaticanus IV secolo                                                    | sì                                                                                     | sì                                                                                     | sì                                                                                     | sì                                                                                     | - |
| Canone Cheltenham IV secolo                                                  | sì                                                                                     | sì                                                                                     | no Eb, Gd, Gc                                                                          | sì                                                                                     | - |
| Eusebio di Cesarea 275 circa - 339                                           | sì                                                                                     | sì                                                                                     | sì: 1 Pt, 1 Gv; antilegomena: Gc, Gd, 2Pt, 2-3 Gv, Eb                                  | antilegomena                                                                           | antilegomena: Atti di Paolo, Pastore di Erma, Apocalisse di Pietro, Lettera di Barnaba, Didaché, Vangelo degli Ebrei, 1-2 Clemente; no: Vangelo di Pietro, Vangelo di Tommaso, Vangelo di Mattia, Atti di Andrea, Atti di Giovanni                    |
| Concilio provinciale di Laodicea (canone 60) 363-364                         | sì                                                                                     | sì                                                                                     | sì                                                                                     | no                                                                                     | - |
| Atanasio 295 circa - 373                                                     | sì                                                                                     | sì                                                                                     | sì                                                                                     | sì                                                                                     | autorevoli: Didaché, Pastore di Erma |
| Costituzioni apostoliche (canone 85) circa 380                               | sì                                                                                     | sì                                                                                     | sì                                                                                     | no                                                                                     | 1-2 Clemente |
| Decreto di Damaso, papa o De explanatione fidei 382                          | sì                                                                                     | sì                                                                                     | sì                                                                                     | sì                                                                                     | - |
| Gregorio di Nazianzo 329-389                                                 | sì                                                                                     | sì                                                                                     | sì                                                                                     | autorevole                                                                             | - |
| Sinodo di Ippona (canone 36) 8 ottobre 393                                   | sì                                                                                     | sì                                                                                     | sì                                                                                     | sì                                                                                     | - |
| Anfiloco di Iconio m. 395                                                    | sì                                                                                     | sì                                                                                     | dubbi 1-2Pt, 1-2-3 Gv                                                                  | dubbi                                                                                  | - |
| Terzo sinodo di Cartagine (canone 47) 28 agosto 397                          | sì                                                                                     | sì                                                                                     | sì                                                                                     | sì                                                                                     | - |
| Didimo il Cieco 313-398                                                      | sì                                                                                     | sì; tace Fil                                                                           | sì; tace 2-3 Gv                                                                        | sì                                                                                     | 1 Clemente, Lettera di Barnaba, Didaché, Pastore di Erma |
| Vulgata fine IV - inizio V secolo                                            | sì                                                                                     | sì                                                                                     | sì                                                                                     | sì                                                                                     | in molti manoscritti Lettera ai Laodicesi |
| Codex Alexandrinus V secolo                                                  | sì                                                                                     | sì                                                                                     | sì                                                                                     | sì                                                                                     | 1 Clemente; 2 Clemente |
| Peshitta V secolo                                                            | sì                                                                                     | sì                                                                                     | no 2-3 Gv, 2Pt, Gd                                                                     | no                                                                                     | - |
| Innocenzo I, papa 20 febbraio 405                                            | sì                                                                                     | sì                                                                                     | sì                                                                                     | sì                                                                                     | condannati altri scritti di Mattia o Giacomo il minore, Pietro, Giovanni, Leucio, Andrea, Tommaso |
| Decreto di Gelasio, papa o De libris recipiendis et non recipiendis ?492-496 | sì                                                                                     | sì                                                                                     | sì                                                                                     | sì                                                                                     | cita i titoli di 62 opere giudicate apocrife e 36 autori giudicati eretici o scismatici |
| Codex Claromontanus VI secolo                                                | sì                                                                                     | no Fil, 1-2 Tes                                                                        | no Eb                                                                                  | sì                                                                                     | Terza lettera ai Corinzi, Atti di Paolo, Apocalisse di Pietro, Lettera di Barnaba, Pastore di Erma |
| Codex Fuldensis 541-546                                                      | sì (Diatesseron)                                                                       | sì                                                                                     | sì                                                                                     | sì                                                                                     | Lettera ai Laodicesi |
| Lista dei sessanta libri VII secolo                                          | sì                                                                                     | sì                                                                                     | sì                                                                                     | no                                                                                     | - |
| Concilio in Trullo, ortodosso 692                                            | sì                                                                                     | sì                                                                                     | sì                                                                                     | no                                                                                     | - |
| Giovanni Damasceno circa 654 - 749                                           | sì                                                                                     | sì                                                                                     | sì                                                                                     | sì                                                                                     | Didaché, Costituzioni apostoliche |
| Niceforo 758 circa - 828                                                     | sì                                                                                     | sì                                                                                     | sì                                                                                     | antilegomena                                                                           | antilegomena: Apocalisse di Pietro, Lettera di Barnaba, Vangelo degli Ebrei; apocrifi: 6 opere e 4 autori |
| Concilio di Firenze 4 febbraio 1442                                          | sì                                                                                     | sì                                                                                     | sì                                                                                     | sì                                                                                     | - |
| Concilio di Trento 8 aprile 1546                                             | sì                                                                                     | sì                                                                                     | sì                                                                                     | sì                                                                                     | - |

In definitiva all'interno della Chiesa vi sono stati inizialmente notevoli dubbi sull'accettazione di 7 testi del NT non evangelici (Eb, Gc, Gd, 2-3 Gv, Ap), chiamati da Sisto da Siena nel 1566 deuterocanonici (=del secondo canone, cioè entrati nel canone in un secondo momento).
La più antica lista corrispondente al canone attuale si trova per la prima volta in una lettera di Atanasio di Alessandria del 367, conforme al successivo decreto di papa Damaso del 382.
Questo canone ha prevalso fino ad oggi tramite la mediazione della Vulgata, la traduzione della Bibbia in latino realizzata da san Girolamo dietro commissione di papa Damaso.
Sebbene non dichiarati esplicitamente, i criteri usati dalla Chiesa cristiana antica per considerare un testo canonico nell'ambito del Nuovo Testamento sono stati:
- Paternità apostolica: attribuibile all'insegnamento o alla diretta scrittura degli apostoli o dei loro più stretti collaboratori. Questo criterio ha favorito l'esclusione dal canone neotestamentario della autorevole letteratura sub-apostolica;
- Ortodossia: testi che rispettino le verità dogmatiche di fede (Unità di Dio, poi manifestatosi in carne (Gesù Cristo) 1Tim 3:16). Questo criterio ha favorito l'esclusione delle opere eretiche, seppure pseudoepigrafe;
- Uso liturgico: testi letti pubblicamente nei riti liturgici delle prime comunità cristiane.

### Elenco del Nuovo Testamento
A partire dal IV secolo questo è l'elenco dei 27 testi accolti nel NT secondo tutte le confessioni cristiane:
- Vangeli:
  - Vangelo secondo Matteo
  - Vangelo secondo Marco
  - Vangelo secondo Luca
  - Vangelo secondo Giovanni
- Atti degli Apostoli
- Lettere apostoliche:
  - Lettera ai Romani
  - Prima lettera ai Corinzi
  - Seconda lettera ai Corinzi
  - Lettera ai Galati
  - Lettera agli Efesini
  - Lettera ai Filippesi
  - Lettera ai Colossesi
  - Prima lettera ai Tessalonicesi
  - Seconda lettera ai Tessalonicesi
  - Prima lettera a Timoteo
  - Seconda lettera a Timoteo
  - Lettera a Tito
  - Lettera a Filemone
  - Lettera agli Ebrei (attribuita da diversi autori antichi a Paolo)
- Lettere cattoliche:
  - Lettera di Giacomo
  - Prima lettera di Pietro
  - Seconda lettera di Pietro
  - Prima lettera di Giovanni
  - Seconda lettera di Giovanni
  - Terza lettera di Giovanni
  - Lettera di Giuda
- Apocalisse di Giovanni

## Canone cattolico
L'esclusione dal canone dell'Antico Testamento dei deuterocanonici da parte di Lutero portò la Chiesa cattolica a pronunciarsi in maniera ufficiale sul canone biblico. Questo avvenne nel 1546 durante il Concilio di Trento (Sessione IV, 8 aprile 1546, DS 1502-1503). Confermò il proprio uso antico di considerare canonici 73 libri, 46 dell'Antico Testamento (inclusi i deuterocanonici) e 27 del Nuovo Testamento.
La decisione del Concilio di Trento non fu però un pronunciamento originale: riprendeva infatti l'elencazione proposta dalla bolla Cantate Domino, promulgata dal Concilio di Firenze in data 4 febbraio 1442 (DS 1335).
A sua volta il Concilio di Firenze riprendeva l'elenco dei libri contenuti nella Vulgata realizzata da Girolamo, che seguì le indicazioni di papa Damaso I, il quale nel 382 fissò l'attuale canone cattolico (DS 179-180).
Nel 1566, in epoca di poco successiva al Concilio di Trento, l'ebreo convertito al cattolicesimo Sisto da Siena coniò la duplice espressione di libri protocanonici e deuterocanonici, in ampio uso nella tradizione cattolica successiva fino ai giorni nostri:
- con protocanonici (lett. del primo canone) sono intesi i libri che sono stati riconosciuti come ispirati, e dunque inclusi nel canone biblico, con facilità e senza particolari discussioni:
  - protocanonici dell'Antico Testamento: i libri della Tanakh ebraica (39 libri);
  - protocanonici del Nuovo Testamento: Vangeli, Atti, Lettere di Paolo, 1 Pietro, 1 Giovanni (20 libri);
- con deuterocanonici (lett. del secondo canone) sono intesi i libri che sono stati riconosciuti come ispirati solo in un secondo momento, dopo molte controversie:
  - deuterocanonici dell'Antico Testamento: Giuditta, Tobia, 1 Maccabei, 2 Maccabei, Sapienza di Salomone, Sapienza di Siracide, Baruc, Lettera di Geremia (7 libri), più le aggiunte contenute nelle versioni della Settanta dei libri di Ester e Daniele;
  - deuterocanonici del Nuovo Testamento: Ebrei, Giacomo, 2 Pietro, 2 Giovanni, 3 Giovanni, Giuda, Apocalisse (7 libri).

### Elenco dell'Antico Testamento cattolico
Quanto al Nuovo Testamento la Chiesa cattolica accoglie 27 libri, escludendo quelli quindi definiti apocrifi, similmente alle altre confessioni cristiane.
Quanto all'Antico Testamento, la tradizione cattolica ha adottato l'ordine e la classificazione presente nella traduzione latina della Bibbia detta Vulgata, realizzata da Girolamo a fine IV secolo che comprendeva i deuterocanonici.
- Pentateuco
  - Liber Genesis - Genesi
  - Liber Exodus - Esodo
  - Liber Leviticus - Levitico
  - Liber Numeri - Numeri
  - Liber Deuteronomii - Deuteronomio
- Libri storici
  - Liber Iosue - Giosuè
  - Liber Iudicum - Giudici
  - Liber Ruth - Rut
  - Liber I Samuelis oppure I Regum - 1 Samuele
  - Liber II Samuelis oppure II Regum - 2 Samuele
  - Liber I Regum oppure III Regum - 1 Re
  - Liber II Regum oppure IV Regum - 2 Re
  - Liber I Paralipomenon - 1 Cronache
  - Liber II Paralipomenon - 2 Cronache
  - Liber Esdrae oppure I Esdrae - Esdra
  - Liber Nehemiae oppure II Esdrae  - Neemia
  - Liber Thobis - Tobia
  - Liber Iudith - Giuditta
  - Liber Esther - Ester con aggiunte tradotte in appendice
  - Liber I Maccabaeorum - 1 Maccabei
  - Liber II Maccabaeorum - 2 Maccabei
- Libri poetici e sapienziali
  - Liber Iob - Giobbe
  - Liber Psalmorum - Salmi
  - Liber Proverbiorum - Libro dei Proverbi
  - Liber Ecclesiastes - Ecclesiaste o Qoelet
  - Canticum Canticorum - Cantico dei cantici
  - Liber Sapientiae - Libro della Sapienza
  - Liber Ecclesiasticus - Ecclesiastico oppure Sapienza di Sirach oppure Siracide
- Libri profetici
  - Liber Isaiae - Isaia
  - Liber Ieremiae - Geremia
  - Lamentationes - Lamentazioni
  - Liber Baruch - Baruc, include al cap. 6 la Lettera di Geremia
  - Prophetia Ezechielis - Ezechiele
  - Prophetia Danielis - Daniele, include il Cantico dei tre giovani al c. 3, in appendice la Storia di Susanna e Bel e il Drago
  - Prophetia Osee - Osea
  - Prophetia Ioel - Gioele
  - Prophetia Amos - Amos
  - Prophetia Abdiae - Abdia
  - Prophetia Ionae - Giona
  - Prophetia Michaeae - Michea
  - Prophetia Nahum - Naum
  - Prophetia Habacuc - Abacuc
  - Prophetia Sophoniae - Sofonia
  - Prophetia Aggaei - Aggeo
  - Prophetia Zachariae - Zaccaria
  - Prophetia Malachiae - Malachia

In definitiva, rispetto al canone ortodosso quello cattolico non contiene:
- Odi
- Salmi di Salomone
- Primo libro di Esdra
- Terzo libro dei Maccabei
- Quarto libro dei Maccabei

Rispetto al canone protestante quello cattolico aggiunge i deuterocanonici e le aggiunte a Ester e Daniele

## Canone ortodosso
Quanto all'Antico Testamento, la Chiesa ortodossa accoglie come canonici i libri contenuti nella versione greca della Bibbia detta Settanta, realizzata ad Alessandria d'Egitto tra il III-I secolo a.C. L'ordine di elencazione è parzialmente diverso da quello ebraico originale, soprattutto per alcuni dei libri profetici. Anche alcuni versetti all'interno dei libri profetici sono disposti diversamente rispetto ai corrispettivi ebraici.
È in particolare in occasione del sinodo di Gerusalemme del 1672 che le chiese greco-ortodosse hanno stabilito in maniera definitiva il canone biblico.
Quanto al Nuovo Testamento sono accolti 27 libri similmente alle altre confessioni cristiane, escludendone altri quindi definiti apocrifi.

### Elenco dell'Antico Testamento ortodosso
La grafia corrisponde al greco moderno, priva di spiriti e con accenti semplificati.
- Πεντάτευχος (Pentàteuchos, cinque astucci)
  - Γένεσις (Génesis, origine) - Genesi
  - Έξοδος (Èxodos, uscita) - Libro dell'Esodo
  - Λευιτικόν (Levitikón) - Levitico
  - Αριθμοί (Aritmòi) - Numeri
  - Δευτερονόμιον (Deuteronòmion, seconda legge) - Deuteronomio
- Ιστορικά (Istorikà, storici)
  - Ιησούς του Ναυή (Iesús tu navé, Giosuè profeta) - Giosuè
  - Κριταί (Kritài) - Giudici
  - Ρουθ (Rùth) - Rut
  - Α' Σαμουήλ (1 Samuél) oppure Βασιλειών Α' (1 Basiléon) - 1 Samuele
  - Β' Σαμουήλ (2 Samuél) oppure Βασιλειών Β' (2 Basiléon) - 2 Samuele
  - Α' Βασιλέων (1 Basiléon) oppure Βασιλειών Γ' (3 Basiléon) - 1 Re
  - Β' Βασιλέων (2 Basiléon) oppure Βασιλειών Δ' (4 Basiléon) - 2 Re
  - Α' Χρονικών (1 Cronikòn) oppure Παραλειπομένων Α' (1 Paraleipoménon, cose aggiunte) - 1 Cronache
  - Β' Χρονικών (2 Cronikòn) oppure Παραλειπομένων Β' (2 Paraleipoménon, cose aggiunte) - 2 Cronache
  - Α' Έσδρας (1 Ésdras) - Esdra greco
  - Β' Έσδρας (2 Ésdras) - Esdra
  - Νεεμίας (Neemías) - Neemia
  - Εσθήρ (Esthér) - Ester con aggiunte
  - Ιουδίθ (Iudít)) - Giuditta
  - Τωβίτ (Tobít) - Tobia
  - Μακκαβαίων Α' (1 Makkabáion) - 1 Maccabei
  - Μακκαβαίων Β' (2 Makkabáion) - 2 Maccabei
  - Μακκαβαίων Γ' (3 Makkabáion) - 3 Maccabei
  - Μακκαβαίων Δ' (4 Makkabáion) - 4 Maccabei
- Ποιητικά (Poietikà, poetici)
  - Ψαλμοί (Psalmòi) - Salmi + Salmo 151
  - Ωδαί (Odài) - Odi
  - Παροιμίαι (Paroimíai) - Proverbi
  - Εκκλησιαστής (Ekklesiastés, radunante) - Ecclesiaste o Qoelet
  - Άσμα Ασμάτων (Ásma asmáton) - Cantico dei cantici
  - Ιώβ (Iòb) - Giobbe
  - Σοφία Σολομώντος (Sofía Solomóntos) - Sapienza di Salomone - In ordine cronologico è l'ultimo libro Antico Testamento
  - Σοφία Σειράχ (Sofía Seirách) - Sapienza di Sirach
  - Ψαλμοί Σολομώντος (Psalmòi solomòntos) - Salmi di Salomone
- Προφητικά (Profetikà, profetici)
  - Μικροί προφήτες (Mikròi profétes, profeti minori)
    - Ωσηέ (Oseé) - Osea
    - Αμώς (Amós) - Amos
    - Μιχαίας (Michaías) - Michea
    - Ιωήλ (Ioél) - Gioele
    - Οβδιού (Obdiú) - Abdia
    - Ιωνάς (Ionás) - Giona
    - Ναούμ (Naúm) - Naum
    - Αββακούμ (Abbakùm) - Abacuc
    - Σοφονίας (Sofonìas) - Sofonia
    - Αγγαίος (Aggaíos) - Aggeo
    - Ζαχαρίας (Zacharías) - Zaccaria
    - Μαλαχίας (Malachías) - Malachia

  - Μεγάλοι προφήτες (Megàloi profétes, profeti maggiori)
    - Ησαΐας (Esaìas) - Isaia
    - Ιερεμίας (Ieremías) - Geremia
    - Βαρούχ (Barúch) - Baruc
    - θρήνοι (Thrénoi) - Lamentazioni
    - Επιστολή Ιερεμίου (Epistolé Ieremíou) - Lettera di Geremia
    - Ιεζεκιήλ (Iezekiél) - Ezechiele
    - Σωσάννα (Sosànna) - Susanna
    - Δανιήλ (Danièl) - Daniele
      - include Προσευχής του Αζαρία (Proseuchés tu Azarìa) - Preghiera di Azaria
      - include Των Τριών Παίδων Αίνεσις (Ton triòn paìdon aìnesis) - Cantico dei tre giovani

    - Βηλ και Δράκων (Bel kai dràkon) - Bel e il Drago

In definitiva rispetto al canone cattolico quello ortodosso aggiunge:
- Odi
- Salmi di Salomone
- Primo libro di Esdra
- Terzo libro dei Maccabei
- Quarto libro dei Maccabei

Rispetto al canone protestante, oltre a questi 5 testi sono aggiunti anche i deuterocanonici.

## Canone protestante
Nel XVI secolo Martin Lutero, il padre della Riforma, mise in discussione l'elenco dei libri sacri. Nei secoli precedenti, la Chiesa cristiana occidentale aveva riconosciuto come canonici i 73 libri contenuti nella Vulgata, a partire dalla indicazione autorevole di papa Damaso I nel 382 e ribadita nel Concilio di Firenze nel 1442.
Il contesto storico è quello della discussione sulle indulgenze (opere di carità od offerte in denaro fatte per accorciare o eliminare la pena dei peccati, ma anche delle anime in purgatorio). Lutero accusò la Chiesa di fare mercato dei beni spirituali e definì la neotestamentaria lettera di Giacomo, che pone in grande risalto le opere di carità nella vita cristiana (v. in particolare Gc2,14-26), la "lettera di paglia"; nonostante la definizione a causa della confusione che poteva suscitare nei credenti rispetto al concetto di giustificazione per fede, Lutero e più in generale tutte le chiese della Riforma non eliminarono mai la lettera di Giacomo dal Nuovo Testamento ritenendola Parola di Dio.
Nell'Antico Testamento Lutero criticò alcuni passi contenuti nei deuterocanonici che esaltavano l'importanza della preghiera e delle opere di carità per il bene dei defunti, nei quali la tradizione cattolica basava in particolare la dottrina delle indulgenze (v. in particolare 2Mac12,43-45;Tb4,7-11;Tb12,8-9;Tb14,10-11;Sir3,30;Sir35,2).
Sulla base di queste considerazioni, Lutero considerò come non canonici, sebbene utili come letture edificanti, alcuni testi:
- quanto all'Antico Testamento, i libri deuterocanonici, tornando di fatto al canone ebraico di 39 libri. Li inserì però nella sua traduzione in tedesco della Bibbia, collocandoli come una sorta di appendice ai testi dell'Antico Testamento. Quanto all'ordine dei 39 libri seguì l'elencazione della Vulgata latina, non della Tanakh ebraica;
- quanto al Nuovo Testamento, considerò apocrife la lettera di Giacomo, la lettera di Giuda, la lettera agli Ebrei, l'Apocalisse di Giovanni, collocando però anche questi testi come appendici al Nuovo Testamento.

Nei secoli seguenti e fino ai giorni nostri si nota una contrapposta tendenza all'interno del mondo protestante:
- le versioni della Bibbia curate da luterani e anglicani hanno continuato a contenere i testi che Lutero considerava non canonici, presentando come appendici i deuterocanonici ed equiparando Gc, Gd, Eb, ed Ap agli altri testi canonici. Quanto alla Chiesa d'Inghilterra in particolare, il VI articolo di religione del 1563 elenca i libri del canone ebraico come canonici, mentre degli altri libri rimanenti del canone cattolico si afferma che "la Chiesa, come disse Sofronio Eusebio Girolamo, li legge come esempi di vita e istruzione di comportamenti, ma non li utilizza per basarvi alcuna dottrina". Nondimeno sono inseriti nella versione ufficiale anglicana, la King James (Authorized) Version anche se, in pratica, la maggior parte delle copie nelle varie traduzioni compresa la King James in possesso dei fedeli e anche quelle usate nelle chiese per uso liturgico non li contengono.
- altre chiese protestanti (indipendentemente dalle considerazioni di Lutero) considerano come ispirati 66 libri della Bibbia (escludendovi solo i deuterocanonici). Vedi quanto afferma la Confessione di fede di Westminster, capitolo sulle Scritture, in italiano su Wikibooks.

## Canone copto
Nella sua Lettera festale del 367 Atanasio di Alessandria elencò i libri accettati nel seguente ordine:
Antico Testamento
- Pentateuco
  - Genesi
  - Esodo
  - Levitico
  - Numeri
  - Deuteronomio
- Libri storici
  - Giosuè
  - Giudici
  - Rut
  - 1 Samuele
  - 2 Samuele
  - 1 Re
  - 2 Re
  - 1 Cronache
  - 2 Cronache
  - Esdra
  - Neemia
- Libri poetici e sapienziali
  - Salmi
  - Libro dei Proverbi
  - Ecclesiaste o Qoelet
  - Cantico dei cantici
  - Giobbe
  - Libro dei Dodici Profeti Minori
- Libri profetici
  - Isaia
  - Geremia
  - Baruc
  - Lamentazioni
  - Ezechiele
  - Daniele

Nuovo Testamento
- Vangeli:
  - Vangelo secondo Matteo
  - Vangelo secondo Marco
  - Vangelo secondo Luca
  - Vangelo secondo Giovanni
- Atti degli Apostoli
- Lettere di Paolo:
  - Lettera ai Romani
  - Lettera agli Ebrei
  - Prima lettera ai Corinzi
  - Seconda lettera ai Corinzi
  - Lettera ai Galati
  - Lettera agli Efesini
  - Lettera ai Filippesi
  - Lettera ai Colossesi
  - Prima lettera ai Tessalonicesi
  - Seconda lettera ai Tessalonicesi
  - Prima lettera a Timoteo
  - Seconda lettera a Timoteo
  - Lettera a Tito
  - Lettera a Filemone
- Apocalisse di Giovanni
- Lettura proficua:
  - Sapienza di Salomone
  - Siracide
  - Ester
  - Giuditta
  - Tobia
  - Didaché[Nota 18]
  - Pastore di Erma

All'inizio del XX secolo, per ordine del papa copto Cirillo V di Alessandria (1874–1927), furono tolti dal canone copto i testi deuterocanonici che distinguono il canone cattolico da quello protestante. La menzione, fra i testi tolti, di I e II Maccabei (che non si trovano nell'elenco di Atanasio) e il silenzio riguardante il Pastore di Erma (da lui menzionato) indica che prima di tale cambio il canone copto sia stato identico a quello cattolico, ossia i testi del canone lungo della Settanta (cioè i libri della Tanakh più i deuterocanonici).
In lingua copta esistono versioni non solo dei libri canonici ma anche di parecchi libri apocrifi quali Libro dei Giubilei, Libro di Enoch, 3 Maccabei, 1 Elia, Protovangelo di Giacomo, 1 Clemente, 2 Clemente.

## Canone siriaco
La traduzione della Bibbia in siriaco detta Peshitta, ufficiale tra le varie chiese siriache presenti prevalentemente in medio-oriente, presenta un canone leggermente diverso.
Quanto all'Antico Testamento, comprende alcuni testi considerati apocrifi dalle altre confessioni cristiane:
- Salmo 151
- Salmi 152-155
- Secondo libro di Baruc

Quanto al Nuovo Testamento, originariamente (V secolo) non comprendeva alcuni testi (2Pt, 2-3Gv, Gd, Ap) per un totale di soli 22 libri invece dei canonici 27. Versioni siriache dei 5 testi mancanti vennero realizzate però già a partire dal VI-VII secolo.
Attualmente la maggior parte delle versioni della Peshitta e quindi delle chiese siriache comprende tutti i 27 libri. Tuttavia il canone neotestamentario con 22 libri è in uso presso alcune chiese siriache localizzate in India:
- Chiesa ortodossa siro-malankarese, con sede a Kottayam (stato del Kerala);[senza fonte]
- Chiesa cattolica siro-malabarese, con sede a Trichur (stato del Kerala).[senza fonte]

## Canone armeno
La Chiesa Apostolica Armena ha avuto dubbi nell'inclusione del canone dell'Antico Testamento circa il Testamento dei Dodici Patriarchi. Circa il Nuovo Testamento ha avuto dubbi nell'inclusione della Terza lettera ai Corinzi e dell'Apocalisse di Giovanni.

## Il canone nella cultura di massa
Recentemente nel romanzo Il codice da Vinci Dan Brown ha raccontato che durante il Primo Concilio di Nicea fu discusso il canone della Bibbia, riportando un aneddoto di Voltaire. L'affermazione è priva di fondamento storico, in quanto nel Primo Concilio di Nicea venne in realtà discussa l'eresia ariana.

### Riferimenti
1. ↑  Nuovo Dizionario Enciclopedico Illustrato della Bibbia, 2005 p. 164.
2. ↑   Sir47,8-9;44,5;47,17;44,4;49,12, su La Parola - La Sacra Bibbia in italiano in Internet.
3. ↑   2Mac2,13, su La Parola - La Sacra Bibbia in italiano in Internet.
4. ↑   Esd4, su La Parola - La Sacra Bibbia in italiano in Internet.
5. ↑   2Mac15,9, su La Parola - La Sacra Bibbia in italiano in Internet.
6. ↑   Lc24,44, su La Parola - La Sacra Bibbia in italiano in Internet.
7. ↑   Mt5,17;Lc16,16;At24,14, su La Parola - La Sacra Bibbia in italiano in Internet.
8. ↑  Traduzione inglese.
9. ↑  Grande Enciclopedia Illustrata della Bibbia, PIEMME Torino 1997, Vol I, p.249.
10. ↑  Benyamin Tsedaka, Sharon Sullivan (eds.), The Israelite Samaritan version of the Torah. First English translation compared with the Masoretic version, Frand Rapids, Mich., Eerdmans, 2013.
11. ↑   Gd14-15, su La Parola - La Sacra Bibbia in italiano in Internet.
12. ↑   Gd9, su La Parola - La Sacra Bibbia in italiano in Internet.
13. ↑  Oratio adversus Graecos 8;20.
14. ↑  V. quanto riportato da Eusebio di Cesarea in Storia Ecclesiastica 4,26,14 (traduzione inglese).
15. ↑  Legatio pro christianis 24;25.
16. ↑  Adversus haereses 1,15,6; 4,16,2; 4,36,4; 5,28,2.
17. ↑  Apologia 22; De Cultu foeminarum 1,2; 2,10; De idolatria 4,9; De virginibus velandis 7.
18. ↑  Oratio adversus Graecos 1,393.
19. ↑  Lettera a Giulio Africano
20. ↑  Contra Celsum 5,52-54; In Ioannem 6,25; In numeros humilia 28,2; De principiis 1,3,3; 4,35.
21. 1 2  Traduzione inglese.
22. 1 2  Lettera di Pasqua del 367. Traduzione inglese
23. ↑  v. DS 179 (testo latino).
24. ↑  V. in particolare Liber de Fide et Apocryphis.
25. ↑  Giovanni Domenico Mansi, Sacrorum Conciliorum nova et amplissima collectio, Firenze 1759, Vol. III, 849-850.
26. 1 2  v. DS 186 (testo latino).
27. 1 2  v. Lettera Consulenti tibi al vescovo Esuperio di Tolosa DS 213 (testo latino).
28. ↑  V. in particolare De Doctrinâ Christiana.
29. 1 2  Riprende il Decreto di Damaso. Testo latino.
30. ↑  Wilhelm Schneemelcher (ed.), The New Testament Apocrypha, Vol. 1: Gospels and Related Writings, Louisville, Westminster John Knox Press, 1990, "Catalogue of the Sixty canonical books", pp. 42-43.
31. 1 2  Sticometria (traduzione inglese).
32. ↑  Syntagma Canonum.
33. ↑  Sessione IV, 8 aprile 1546, Decretum de libris sacris et de traditionibus recipendis (DS 1502, testo latino).
34. ↑  Epifanio di Salamina, Panarion 29.
35. ↑  Ireneo di Lione, Contro le eresie 26,2.
36. ↑  Eusebio di Cesarea, Storia ecclesiastica 4,29,5.
37. ↑  V. in particolare Storia ecclesiastica 3,25; 4,23,11.
38. ↑   Testo greco con versione inglese, su bible-researcher.com.
39. ↑  v. DS 180 (testo latino).
40. ↑  V. in particolare il Khaboris Codex.
41. ↑  Sessione IV, 8 aprile 1546, Decretum de libris sacris et de traditionibus recipendis (DS 1503, testo latino).
42. ↑   Gm2,14-2,26 Gc2,14-26, su La Parola - La Sacra Bibbia in italiano in Internet.
43. ↑   2Mac12,43-45;Tb4,7-11;Tb12,8-9;Tb14,10-11;Sir3,30;Sir35,2, su La Parola - La Sacra Bibbia in italiano in Internet.
44. ↑  Si veda il testo greco e la sua traduzione inglese in Bible Research: "Athanasius on the Canon"
45. ↑  Meinardus (2002), p. 41
46. 1 2  Wolf-Peter Funk, “The translation of the Bible into Coptic”, in James Carleton Paget, Joachim Schaper, (eds.), The New Cambridge History of the Bible, Vol. 1: From the beginnings to the sixth century C.E., Cambridge University Press, 2012, pp. 536-546.
47. ↑  Piet B. Dirksen, La Peshitta dell'Antico Testamento, Brescia, Paideia, 1993.
48. ↑  Tjitze Baarrla, "The Syriac Versions of the New Testament", in Bart D. Ehrman, Micahel W. Holmes (eds.), The Text of the New Testament in Contemporary Research: Essays on the Status Quaestionis, Grand Rapids, Eerdmans, 1995, pp. 97-112.